# 痛快!婦警候補生やるっきゃないモン!
『痛快!婦警候補生 やるっきゃないモン! 』（つうかい ふけいこうほせい やるっきゃないモン）は、1987年3月29日から9月27日まで、テレビ朝日系列で毎週日曜20:00 - 20:54（JST）に全24話が放送された、東宝制作のテレビドラマ。

## 概要
番組タイトルは、放送前年、土井たか子が日本社会党委員長就任時に発した「やるっきゃない!」が由来。
警察官採用試験に合格し、婦警候補生として多摩警察学校に入校した少女たちの奮闘の日々を、笑いと涙で綴るストーリーとなっている。本作品が連続ドラマ初出演となる富田靖子が主演を務め、同時に主題歌と挿入歌（ともに後述）も担当した。

## 主なキャスト
- 早見香里 - 富田靖子
- 柴涼子 - 徳丸純子
- 宇野君子 - 中島唱子
- 石田由利恵 - 藤代美奈子
- 深谷純子 - 西端弥生
- 鶴瀬まゆみ - 立原ちえみ
- 宮崎靖史（多摩警察学校教官・警部補） - 林隆三
- 息吹達也（多摩警察学校教官・巡査部長） - 京本政樹
- 小暮みどり（多摩警察学校教官・巡査部長） - 山咲千里
- 堂本源三郎（多摩警察学校教官・巡査部長） - 苅谷俊介
- 及山久子（多摩警察学校教官・巡査部長） - 中尾ミエ
- 荒戸宗一郎（多摩警察学校校長・警視正） - 長門裕之
- カフェバー「ハスラー」のマスター - 小倉久寛
  - 富田演じる候補生始め、オープニングに登場する警察関係者は私服姿などの後、制服姿で敬礼し俳優名の字幕が入るが、小倉も順番が逆だが警察官の制服姿で敬礼している。
- 高橋喜明（西多摩署交通課課長・警部） - 三宅裕司（友情出演・準レギュラー）
- 早見健一（香里の弟） - 坂詰貴之（準レギュラー）
- 涼子の父 - 永谷吾一
- 桑野（警察官だった涼子の父を殺害。指名手配中） - 兼松隆
- 真矢武
- 竹井勇作（候補生） - 石渡譲
- 四禮正明
- 長浜芳弘
- 河合美佐

## 放送日程
| 放送回 | 放送日  | サブタイトル                    | 脚本         | 監督       | ゲスト                                                 |
| ------ | ------- | ------------------------------- | ------------ | ---------- | ------------------------------------------------------ |
| 1      | 3月29日 | 婦警、愛と青春の旅立ち…かな     | 酒井あきよし | 江崎実生   | 石田弦太郎、茅島成美、吉中六、野添義弘、神山卓三       |
| 2      | 4月05日 | トップガンに向かって走れ！      | 酒井あきよし | 江崎実生   | 田上浩史、槇ひろ子                                     |
| 3      | 4月12日 | ライバル婦警とサバイバル        | 小林政広     | 中山史郎   |                                                        |
| 4      | 4月19日 | 婦警が少女に戻るとき            | 桃井章       | 中山史郎   |                                                        |
| 5      | 4月26日 | 婦警は色気で勝負する            | 金谷祐子     | 江崎実生   |                                                        |
| 6      | 5月03日 | 暴発！もう拳銃が握れない        |              |            | 田嶋基吉、村上幹夫、有馬光貴                           |
| 7      | 5月10日 | 婦警は柔道一直線                | 小林政広     | 雨宮望     | ミスA、佐々木正洋                                      |
| 8      | 5月17日 | 制服を脱がさないで！            | 今井詔二     | 江崎実生   | 原ひさ子                                               |
| 9      | 5月31日 | 始末書でドッキリ                | 金谷祐子     | 中山史郎   |                                                        |
| 10     | 6月07日 | 手錠をかけてラブソング          | 金谷祐子     | 中山史郎   | 北詰友樹、小島三児                                     |
| 11     | 6月14日 | 婦警vsスケ番 サッカー対抗戦     | 小林政広     | 江崎実生   | 森田まゆみ、武藤章生、渡辺航                           |
| 12     | 6月21日 | 初体験！燃えて捜査妨害！？      | 橋場千晶     | 江崎実生   | 清水章吾、佐藤仁哉、伴直弥、小林昭二、平野稔、東丘出陽 |
| 13     | 6月28日 | 仮免婦警が暴走＆大破！？        | 小林政広     | 中山史郎   | 小沢仁志                                               |
| 14     | 7月12日 | 教官公認！丸秘バイトで300万！？ | 金谷祐子     | 中山史郎   | レオナルド熊、アパッチけん、木村弓美                   |
| 15     | 7月19日 | プッ！婦警が下着を盗まれた！？  | 小林政広     | 大室清     |                                                        |
| 16     | 7月26日 | ソフトボールで一発キメろ！      | 小林政広     | 大室清     | 藤岡重慶、佐原健二、村松美香                           |
| 17     | 8月09日 | 湖畔のアブナい夏休み            | 小林政広     | 中山三雄   | 島村佳江、小野武彦                                     |
| 18     | 8月16日 | 鬼教官にもアバンチュール        | 小林政広     | 中山三雄   | 島村佳江、小野武彦                                     |
| 19     | 8月23日 | まんが道に寄り道！？            | 金谷祐子     | 淡野健     | うえずみのる、古川博樹、島田敏                         |
| 20     | 8月30日 | 殺人者の汚名をはらせ！？        | 酒井あきよし | 淡野健     | 網浜直子                                               |
| 21     | 9月06日 | 結婚するって本当ですか？        | 金谷祐子     | 萩原鐵太郎 | 赤座美代子                                             |
| 22     | 9月13日 | 生と死のゴールイン！            | 金谷祐子     | 萩原鐵太郎 | 渥美国泰、田村奈巳                                     |
| 23     | 9月20日 | 好きです！教官                  | 小林政広     | 淡野健     |                                                        |
| 24     | 9月27日 | ヒョッとして、卒業！？          | 小林政広     | 淡野健     | 工藤啓子                                               |

## テーマ曲
- 主題歌：「私だけのアンカー」富田靖子
- 挿入歌：「クローバー」富田靖子
- エンディング・テーマ：「湾岸night」135
  - TV版では「許亮」の訳詞による中国語バージョンが使われた。

## スタッフ
- 制作 - 関口恭司
- プロデューサー - 加藤守啓（テレビ朝日）、稲垣健司（テレビ朝日）、武田和（東宝）
- 脚本 - 酒井あきよし、小林政広、桃井章、今井詔二、金谷祐子、橋場千晶
- 監督 - 江崎実生、中山史郎、雨宮望、大室清、中山三雄、淡野健、萩原鐵太郎
- 音楽 - 奥慶一
- 音楽コーディネイト - 田村進一朗
- 助監督 - 是沢邦男、川島義和、村武数史
- 音響効果 - 伊藤克己
- 技斗 - 車邦秀
- アクション - 若駒
- 広報 - 松嶋弘正
- 技術協力 - 東通
- 美術協力 - たぬき工房
- 小道具 - 高津装飾美術
- スタジオ - 東宝ビルト
- 衣装 - 京都衣裳（現・東宝コスチューム）
- 車両 - パール映材
- プロデューサー補 - 蒔田光治
- 制作協力 - アミューズシネマシティ
  - 協力プロデューサー - 出口孝臣、松山正明
- 制作 - テレビ朝日、東宝